# Carlo Conti (conduttore televisivo)

Firma di Carlo Conti

Carlo Conti (Firenze, 13 marzo 1961) è un conduttore televisivo, conduttore radiofonico, autore televisivo e disc jockey italiano.

## Biografia

### Gioventù ed esordi
Nasce a Firenze il 13 marzo 1961 da Giuseppe Conti e Lolette. A 18 mesi rimane orfano del padre a causa di un tumore ai polmoni. Terminati gli studi di ragioneria all'istituto tecnico commerciale e statale ad indirizzo mercantile "Duca D'Aosta" diplomandosi con 58/60 ottiene un posto fisso come bancario, ma nel 1986 si dimette per inseguire la sua passione in radio lavorando nelle prime radio private fiorentine, nate alla fine degli anni settanta, tra cui Radio Studio 54 e Lady Radio in qualità di direttore artistico e poi lavorando con Marco Baldini e Gianfranco Monti. Nel 1977 fonda insieme con alcuni amici Radio Firenze Nova, mentre nel 1978 entra a Radio Firenze 2000 dove comincia la sua attività di disc jockey e di speaker. Esordisce come conduttore radiofonico nel programma Estate 2000. Successivamente, Conti apre una propria radio locale a Scandicci (Radio Antenna X) e nel 1979 passa a Radio Diffusione Firenze (Rdf).

### Anni ottanta
Agli inizi degli anni ottanta dirige Lady Radio e conduce Radio Notte in onda su un network regionale di radio assieme a Marco Vigiani, Giorgio Panariello, Walter Santillo e Alberto Lorenzini. Nel 1981 presentando Un ciak per artisti domani, programma da lui scritto e condotto, conosce Leonardo Pieraccioni con il quale nel 1986 crea la prima di una lunga serie di trasmissioni comiche come Succo d'Arancia su Teleregione Toscana dove esordisce anche Giorgio Panariello, già suo compagno di scuola. I tre formano così un trio comico, che in Toscana furoreggia nei teatri, in uno spettacolo chiamato Fratelli d'Italia.
Nel 1985 pubblica il brano musicale Through The Night, di genere italo-disco da lui interpretato con lo pseudonimo di Konty. Nello stesso anno esordisce in Rai con la conduzione di Hit Parade, un programma musicale che nel periodo estivo sostituiva il celebre Discoring. In quel periodo si divide tra radio, discoteca e televisione con i programmi comici che crea e dirige e che gli consentono di diventare la spalla perfetta per un'intera generazione di comici toscani (Giorgio Panariello, Leonardo Pieraccioni, Andrea Cambi, Cristiano Militello, Graziano Salvadori, Gaetano Gennai, Emanuela Aureli e molti altri). Condurrà il programma per quattro edizioni, sino al 1989. In quell'anno Carlo conduce il nuovo show comico Vernice fresca sull'emittente Cinquestelle, che ha lo stesso format della trasmissione Succo d'arancia, oltre allo stesso cast di comici e lo stesso conduttore/autore.
Il successo della trasmissione porta il cast toscano a fare anche diverse tournée in Italia. Questo spettacolo dura per sei edizioni, dal 1989 al 1993, riscuotendo ottime critiche e toccando un picco record di 100 puntate e oltre 150.000 spettatori per ognuna. Il programma vincerà anche l'Oscar TV nella categoria degli emittenti locali. Comincia a farsi conoscere anche in teatro partecipando, fra il 1987 e il 1990, a diverse produzioni teatrali sempre insieme con il suo cast toscano. Tra il 1990 e il 1992 è impegnato con un tour teatrale insieme con il cast di Vernice Fresca in giro per tutta la nazione, con il quale raccoglie insieme con il suo cast numerosissimi consensi. Nello stesso periodo è seguita una tournée nelle più grandi località toscane (di cui era originario buona parte del cast), anch'essa seguita da un numero cospicuo di spettatori.

### Anni novanta
Dopo aver condotto nell'estate del 1985 un'edizione del programma musicale Hit Parade, dal 1991 al 1993 conduce su Rai 1 due edizioni della trasmissione per ragazzi Big!, grazie alle quali vince un Telegatto e un Premio Regia Televisiva. Nello stesso periodo conduce gli speciali de Lo Zecchino d'oro L'Attesa (1992) e La festa della mamma (1993) su Rai 1. Nella stagione 1993/94 è di nuovo in teatro insieme a Pieraccioni e Panariello, con lo spettacolo che prende il nome da quello del loro gruppo, ovvero Fratelli d'Italia. Fino al 1993 prosegue la realizzazione del programma comico Vernice fresca, con nuove edizioni sbarcate sulle emittenti affiliate al circuito nazionale di Cinquestelle. In questo periodo partecipa a titolo di amicizia con dei camei a diversi film di Pieraccioni come I laureati e Fuochi d'artificio.
Nel 1994 e 1995 e nel 1999 conduce l'anteprima del concorso di bellezza Miss Italia. Nel 1995 idea e conduce il varietà comico Aria fresca in onda su Videomusic e in seguito promosso su TMC, mentre la sera del 31 dicembre 1995 conduce i collegamenti dalla Bussola di Viareggio all'interno dello speciale Buon 1996, trasmesso in seconda serata su VideoMusic con la conduzione di Red Ronnie.
Nel 1996 produce e pubblica il CD Aria Fresca, contenente i brani musicali per la trasmissione omonima, cantando insieme con Panariello e prodotto anche da Gianluca Sibaldi e Fernando Capecchi.
Insieme con alcuni dei comici dello stesso programma conduce su Raiuno, nell'estate del 1996, lo show Su le mani, affiancato da Panariello e da Dong Mei. Il programma tocca punte di oltre sei milioni di telespettatori. La trasmissione verrà riproposta con alcune modifiche anche nell'estate del 1997 con il titolo Va ora in onda sempre con la conduzione di Conti e Panariello, affiancati da Luana Colussi. Autori di entrambe le trasmissioni sono Ivana Sabatini e Mario D'Amico, da allora autori di punta delle sue trasmissioni. Tra il 1996 e il 1997 entra a far parte della rosa dei conduttori del pre-serale Luna Park, che coinvolge i principali conduttori della squadra Rai. Nella stessa stagione fa parte del cast del quiz La zingara, in onda nell'access prime time su Rai 1. Nel 1997 conduce inoltre su Rai 1 Il gran finale di storie al microscopio, speciale dedicato alla raccolta fondi in favore dell'AIRC, l'Associazione Italiana per la ricerca sul cancro.
Nell'estate 1998 conduce in prima serata lo show Cocco di mamma, trasmissione consistente in una gara fra cinque giovani fra i 18 e i 25 anni che ogni settimana si sfidano in varie prove per conquistare il titolo di Cocco di mamma, vale a dire di fidanzato ideale, scelto però non da giovani ragazze bensì dalle loro madri. A gennaio del 1998 con il suo gruppo di autori è chiamato a risollevare le sorti del pre-serale di Rai 1 Colorado - Due contro tutti, ereditato da Alessandro Greco, riuscendo a far risalire gli ascolti. Il programma però viene chiuso alla fine della stagione, dopo una sola edizione.
Dal 1997 al 2002 conduce varie edizioni del concorso di bellezza Miss Italia nel mondo. Nel maggio 1998 conduce insieme con Veronica Pivetti e Tiberio Timperi il programma musicale Sanremo Top. Nel settembre 1998 torna nella fascia pre-serale di Rai 1 per condurre il quiz In bocca al lupo!, ideato da lui stesso e Jocelyn, condotto insieme con Cloris Brosca (la famosa Zingara) e scritto insieme con gli autori delle sue trasmissioni, che ottiene un ottimo successo. Il quiz va in onda per due edizioni dal 21 settembre 1998 al 24 giugno 2000, riscuotendo ottimi ascolti. Nel maggio 2000 Conti lascia la trasmissione, che verrà ereditata da Amadeus nella terza edizione.
Nel 1999 e nel 2000 conduce la cerimonia di assegnazione dei David di Donatello. Nei primi sei mesi del 2000 conduce il talk-show Zitti tutti! - Parlano loro in cui i protagonisti sono bambini dai 4 agli 8 anni che parlano di argomenti di attualità, musica e argomenti giovanili confrontandosi anche con alcuni personaggi famosi. Nella stessa stagione conduce l'evento speciale di prima serata Mezzanotte, angeli in piazza.
Il 31 dicembre 1999 conduce, sempre su Rai 1, il programma Millennium, evento di fine anno creato per celebrare l'arrivo del nuovo millennio, mentre tra il 1999 e il 2001 conduce Sanremo estate, in seconda serata dopo la kermesse. Nella stessa stagione si aggiunge al suo gruppo autorale Emanuele Giovannini. Nel maggio del 2000 conduce l'evento speciale Il mondo è piccolo. Nello stesso periodo conduce Sanremo si nasce.

### Anni duemila
Nelle stagioni 2000/2001 e 2001/2002 gli viene affidata la conduzione dello storico contenitore domenicale Domenica In. Queste edizioni però soffrono la concorrenza del competitor Buona Domenica, condotto da Maurizio Costanzo. Nella stessa stagione è al timone dello sfortunato game show di prima serata Il gladiatore, chiuso dopo appena tre appuntamenti in seguito ai bassi ascolti. Il 21 luglio 2001 conduce la puntata pilota de I raccomandati, un talent show durante il quale si esibiscono vari concorrenti accompagnati (o raccomandati, come affermato nel programma) da personaggi VIP. Il pilot ottiene un buon successo e porta alla realizzazione a partire dalla primavera del 2003 di una prima edizione del programma, a cui ne seguirà una seconda nell'autunno dello stesso anno. Sempre nel 2001 conduce uno speciale in prima serata in occasione del venerdì santo.
Nella stagione 2002/2003 conduce, insieme con Pippo Baudo e Mara Venier, il gioco Il castello in onda alle (20:30-21:10), riscontrando buoni ascolti. Nella primavera del 2003 conduce il pilot Serata bestiale. In estate presenta su Rai 1 la seconda edizione del quiz preserale Azzardo. In questi anni continua a condurre le serate di Miss Italia nel mondo (2002, 2004-2006).
Sempre nel 2003, dopo il forfait di Paolo Bonolis, arriva la direzione artistica e la conduzione di Miss Italia, lo storico concorso di bellezza che condurrà anche l'anno successivo, e nella stessa stagione presenta anche l'appuntamento estivo di Baciami Versilia per altre due edizioni fino al 2004,e il galà Una notte a Sirmione (2003-2011). Dal 31 dicembre 2003 gli viene affidata inoltre la conduzione della trasmissione di Capodanno di Rai 1 L'anno che verrà, da lui presentato ogni anno sino al 2013, fatta eccezione del 2009 e del 2010.
Il 22 marzo 2004 conduce il Premio Regia televisiva assieme a Daniele Piombi, in diretta dal Teatro Ariston di Sanremo. Il 27 maggio 2004 presenta lo speciale 50 canzonissime basato su una hit-parade canora che ottiene un grande successo di pubblico: lo show vince la serata con oltre 7 milioni di spettatori e il 28% di share. Il programma viene in seguito proposto in 13 versioni tematiche fino al 2007, grazie a cui si aggiungono al suo cast di autori Andrea Lo Vecchio e Umberto Sebastiano. Il 21 luglio conduce lo speciale Gran galà delle gocce d'acqua. In autunno conduce la terza edizione de I raccomandati, sempre al venerdì sera con lusinghieri risultati d'ascolto che oscillano tra i 6 e i 7 milioni di spettatori. Dal 25 settembre al 2 ottobre riprende 50 canzonissime, trasmesso stavolta in 2 puntate in prima serata al sabato sera. Gli ascolti di 50 canzonissime saranno sempre molto alti, ma nelle due serate andare in onda al sabato sera nell'autunno 2004 il conduttore viene superato da Maria De Filippi
Dopo gli sconfortanti riscontri ottenuti dal reality Ritorno al presente in onda in prima serata nel marzo 2005, dal 26 marzo al 21 maggio conduce la quarta edizione de I raccomandati, poi dal 28 maggio conduce altre 5 puntate di 50 canzonissime. Nell'estate del 2005 presenta la serata di moda Una notte con... ed il sabato successivo alla finale dei Festival di Sanremo del 2005 e del 2006 conduce il programma Sanremo contro Sanremo, dedicato alla kermesse canora, in cui si sfidavano fra loro le canzoni sanremesi di sei decenni (suddivisi in altrettanti squadre).
Nell'autunno del 2005 conduce nuovamente Miss Italia, che ottiene un enorme successo (quasi 10 milioni di telespettatori). Presenta anche la sezione notturna chiamata Miss Italia notte. Dal 23 settembre conduce altre 4 puntate di 50 canzonissime, mentre a partire dal 24 novembre conduce il programma Ma chi sei Mandrake? ottenendo un buon successo di ascolti. L'anno seguente conduce anche il Galà di Miss Italia. Dal 24 gennaio al 17 aprile 2006 conduce la quinta edizione de I raccomandati, andata in onda al martedì in prima serata con lusinghieri risultati d'ascolto (oltre 5 milioni di spettatori e il 21% di share), più una serata speciale di 50 canzonissime il 25 maggio seguente.

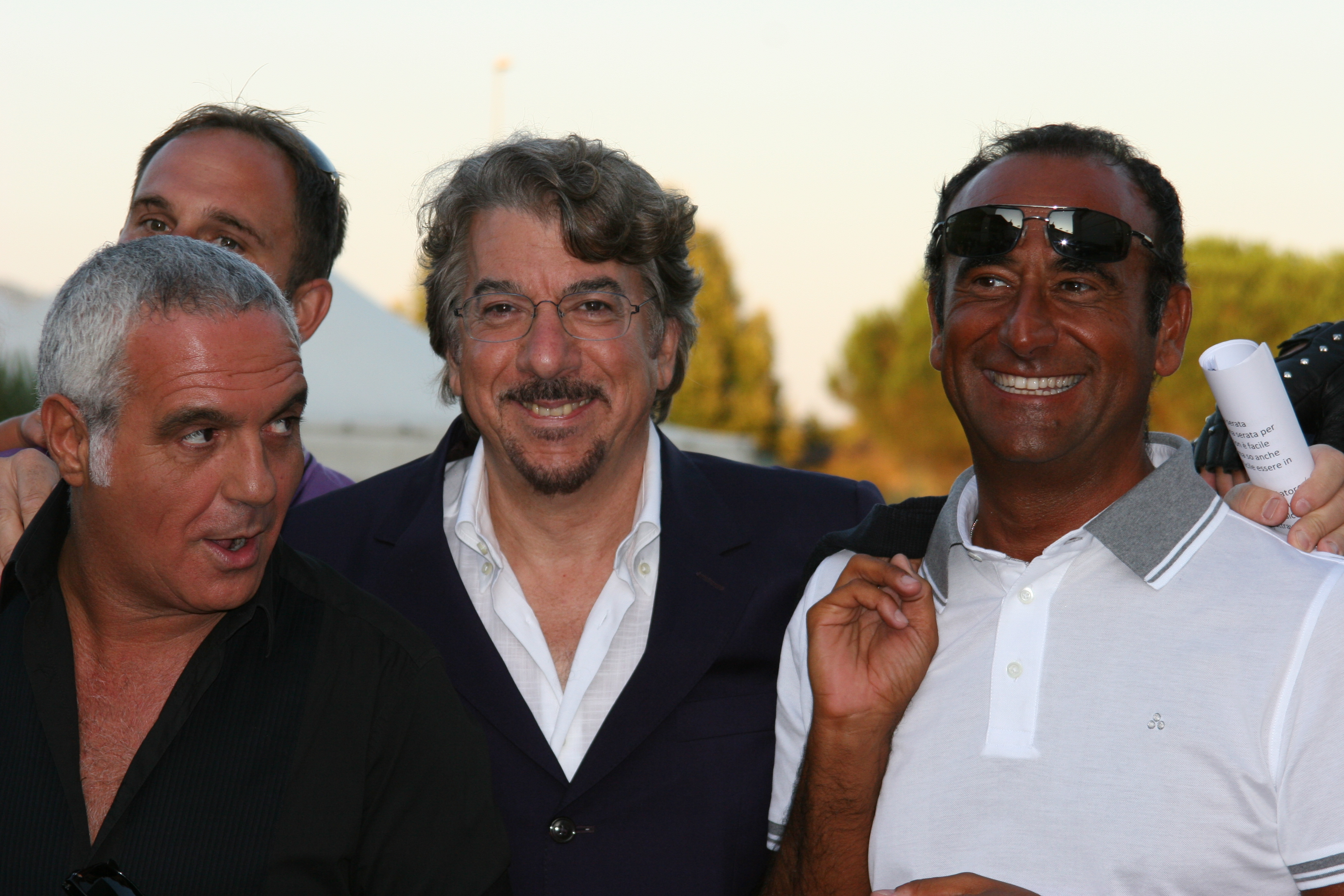
Giorgio Panariello, Marco Columbro e Conti a Viareggio nel 2009

Dopo la conduzione del quiz Alta tensione - Il codice per vincere, in onda in estate, nella pre-serale di Rai 1, dal 4 settembre 2006 subentra ad Amadeus nella conduzione del quiz pre-serale campione di ascolti L'eredità che, terminato il 30 giugno, ottiene ottimi riscontri di critica e pubblico (quasi 7 milioni di spettatori a sera e oltre il 30% di share). Carlo è anche autore del programma insieme con il suo staff autorale. Tra il 2006 e il 2008 alterna la conduzione de L'eredità al quiz Alta tensione - Il codice per vincere in onda per due edizioni nelle pause estive. Nel 2006 torna a condurre il galà del concorso di bellezza che condurrà anche l'anno successivo, ovvero Miss Italia, che lascia definitivamente dopo l'edizione del 2008. In inverno conduce in prima serata anche lo spettacolo televisivo Fratelli di Test, un programma ludico che aveva l'obiettivo di verificare "quanto gli italiani siano italiani". Nella primavera 2007 torna in prima serata con la nuova edizione de I raccomandati, proseguita per dodici puntate, che ritrova il successo del pubblico e nello stesso periodo conduce un nuovo programma dal titolo I Fuoriclasse, una competizione canora per talenti non professionisti al quale però non seguirà nessun'altra edizione. In autunno ritorna alla conduzione de L'eredità, che si conclude con grande successo a maggio 2008. Sempre nel periodo autunnale riprende la sesta edizione de I raccomandati con ottimo successo: la media di ascolti arriva al 28% di share tra i 5 e i 6 milioni di spettatori.
Dal 12 gennaio dello stesso anno conduce il nuovo varietà I migliori anni, programma basato sul ricordo dei migliori anni che hanno segnato la nostra vita e integrandoli con il presente, con la partecipazione di numerosi ospiti musicali e internazionali. Si tratta del programma più costoso della storia della Rai. Il conduttore tiene a precisare che il format della trasmissione è del tutto italiano, realizzato dalla Rai e da Endemol, ed è ideato da lui stesso con Ivana Sabatini, curato oltre che da lui stesso anche dal suo gruppo di autori. Il varietà ha un grande successo e viene riproposto con altre due edizioni nel 2008 e nel 2009, ottenendo ascolti sempre più alti in grado di battere la concorrenza di varietà ampiamente collaudati come Paperissima. Il successo della trasmissione l'ha portato alla vittoria dell'Oscar TV come trasmissione dell'anno.
L'11 luglio 2008 conduce per la prima volta l'evento di beneficenza Nel nome del cuore. Il 15 settembre conduce la settima edizione de L'eredità. In questa edizione comincerà una relazione con Roberta Morise, una delle "ereditiere" del programma. A giugno 2009 termina L'eredità (conclusasi con oltre 5 milioni di spettatori e il 25% di share). Nel 2009 e nel 2010 conduce il Premio Regia Televisiva. Nello stesso anno abbandona la conduzione de I raccomandati, in seguito ereditata da Pupo. Nel giugno 2009 e 2010 presenta nuovamente l'evento benefico Nel nome del cuore in diretta da Assisi, città natale di Francesco d'Assisi, il santo a cui è dedicato lo spettacolo.
Nel 2009 e nel 2010 conduce, in seconda serata, il Premio Rodolfo Valentino assegnato agli uomini più belli del paese in cui si svolge la manifestazione.. Sempre nel 2009 presenta il Premio Barocco, affiancato dall'amica Emanuela Aureli e da Bianca Guaccero, Monica Setta e Stefania Rocca. Il 7 settembre 2009 riparte con l'ottava edizione de L'eredità, durata sino al 20 giugno 2010, anche stavolta con ascolti più che buoni. Il 19 novembre 2010 festeggia le sue prime 1.000 puntate da conduttore del quiz. In questo periodo pubblica il suo primo libro, Noi che... I migliori anni con rimandi alla trasmissione di successo omonima.

### Anni duemiladieci
Nella primavera 2010 conduce, sempre in prima serata su Rai 1, una riedizione del programma Aria fresca dal titolo Voglia d'aria fresca in compagnia dello storico cast di comici toscani, al quale si aggiungono nuovi comici. Sempre nello stesso anno conduce la dodicesima edizione de L'eredità. Il 4 settembre conduce la puntata pilota del programma Non sparate sul pianista. Ricopre nello stesso anno il ruolo di giurato nella quinta puntata del talent show Ti lascio una canzone condotto da Antonella Clerici. Nel 2011 pubblica il suo secondo libro, Io che..., una sorta di autobiografia.
A partire dal 17 settembre conduce la quarta edizione de I migliori anni, conclusasi con grande successo il 29 dicembre. In estate è giudice a Miss Italia nel mondo, mentre il 15 giugno conduce Nel nome del cuore su Rai 1. Dopo la conduzione del talent Lasciami cantare!, trasmesso in primavera su Rai 1 in tre puntate, il 16 settembre 2011 riparte sempre in prima serata con la quinta edizione de I migliori anni. Tuttavia questa edizione, pur ottenendo buoni riscontri da parte della critica, ottiene minor successo di quelle precedenti, al di sotto del 20% di share medio. Il 17 settembre ritorna alla conduzione de L'eredità. Gli ascolti sono buoni, ma in netto calo rispetto all'edizione precedente. Il 31 dicembre 2011 riprende la conduzione de L'anno che verrà, che nello stesso anno si sposta al Pala3 di Courmayeur. Nella primavera del 2012 conduce la prima edizione del talent Tale e quale show,. Il programma ottiene un buon successo e in autunno riparte con una seconda edizione con ascolti ancora più alti della precedente, permettendo anche la produzione di uno spin-off dal titolo Tale e quale show - Il torneo. Il 10 marzo conduce il Premio Regia Televisiva assieme a Daniele Piombi su Rai 1. Sempre per la stessa rete, il 3 giugno conduce il programma d'assegnazione dei premi musicali, il Wind Music Awards insieme con Vanessa Incontrada, esperienza che ripete anche nel 2013. Rinviata a gennaio 2013 la sesta edizione di I migliori anni, prevista in origine per l'autunno 2012, dal 15 settembre 2012 torna a condurre L'eredità. Dal 19 gennaio al 23 marzo 2013, dopo una pausa durata un anno, conduce la sesta edizione de I migliori anni con un format totalmente diverso dalle precedenti edizioni. Dal 16 settembre 2013 parte con la quattordicesima edizione de L'eredità.
Nel 2013, la Rai annuncia due nuovi progetti con Conti: condurrà la versione italiana del format israeliano I can do that! prodotto da Ambra Banjilay nel venerdì sera di Rai 1 a partire da maggio 2014, e ricoprirà il ruolo di giurato nel talent show per comici C Factor in onda a gennaio con la conduzione di Gabriele Cirilli. Dal 13 settembre 2013 conduce in prima serata la terza edizione di Tale e quale show, terminata con ottimi ascolti il 6 dicembre 2013. Nel frattempo esce il suo libro dal titolo Cosa resterà dei migliori anni, scritto con gli autori delle sue trasmissioni Emanuele Giovannini e Leopoldo Siano. Il 31 dicembre 2013 torna a Courmayeur per condurre per l'ultima volta L'anno che verrà, lo spettacolo televisivo che accompagna i telespettatori nell'attesa dell'anno nuovo e nei festeggiamenti della mezzanotte.
Posticipata a marzo 2014 la realizzazione di C Factor, il 9 marzo 2014 vince il Premio Regia Televisiva come miglior personaggio televisivo maschile. Il 13 aprile 2014 lascia la conduzione de L'eredità a Fabrizio Frizzi.
Dal 2 al 30 maggio 2014 conduce su Rai 1 la prima edizione del nuovo talent show Si può fare!, Accantonato definitivamente il progetto di C Factor, sempre per la stessa rete il 19 maggio conduce La partita del cuore, mentre il 3 giugno presenta insieme con Vanessa Incontrada i Music Awards per il terzo anno consecutivo. Il 14 giugno conduce l'evento benefico Nel nome del cuore in diretta da Assisi.
Nell'autunno 2014 conduce la quarta edizione dello spettacolo televisivo Tale e quale show, che ha ritrovato il successo del pubblico. Inoltre, dal 14 settembre 2014, ritorna alla conduzione de L'eredità, questa volta fino al 31 ottobre 2014, data in cui lascia nuovamente il posto a Fabrizio Frizzi. Il 2 dicembre 2014 esce il suo quarto libro Si dice babbo, in cui racconta l'esperienza dei primi nove mesi da padre.

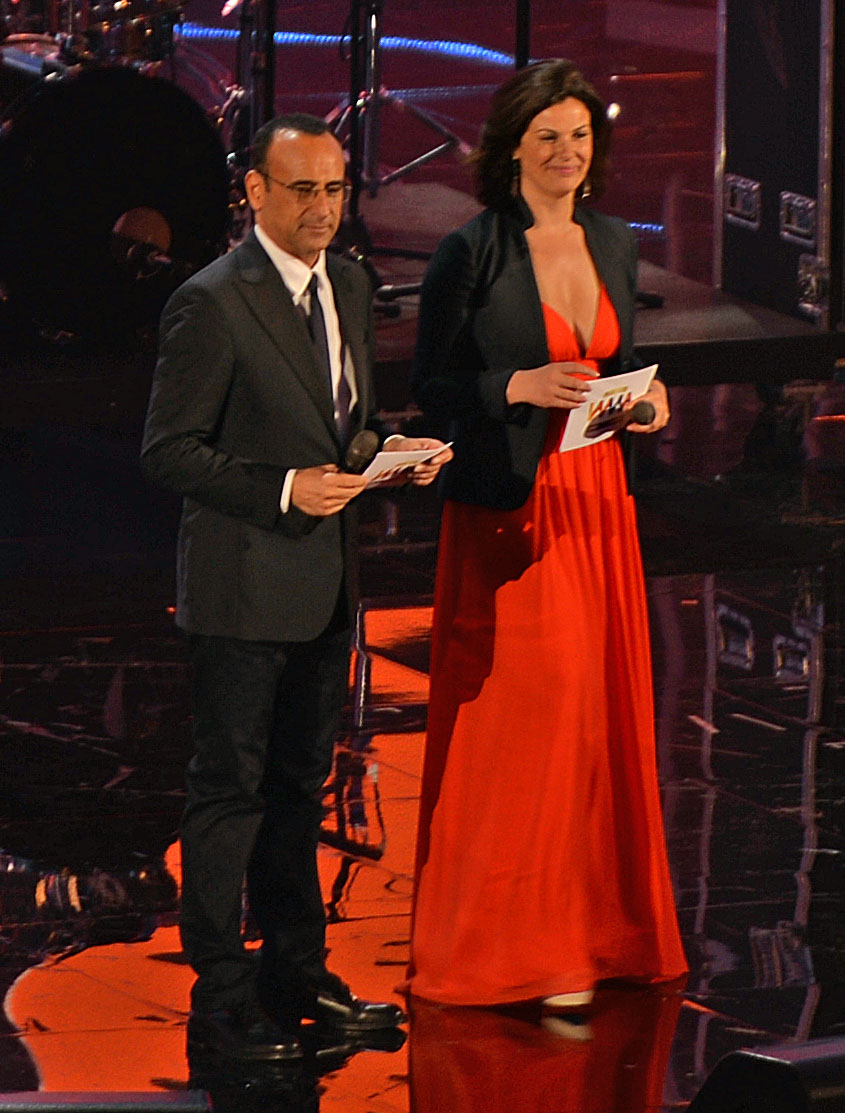
Conti e Vanessa Incontrada durante i Wind Music Awards 2016 all'Arena di Verona

Il 25 aprile 2014 intanto Carlo Conti veniva annunciato per la conduzione e la direzione artistica del Festival di Sanremo nel 2015 dal 10 al 14 febbraio, affiancato da Arisa, Emma e Rocío Muñoz Morales. Quest'edizione, vinta dal trio Il Volo, ha raggiunto un buon successo di critica e pubblico, chiudendo con una media del 48,64% di share e 10.837.000 di spettatori e risultando l'edizione più vista dal 2005 escluso, grazie anche alla presenza di ospiti di rilievo come Conchita Wurst, e le molto attese reunion di Al Bano e Romina Power e degli Spandau Ballet.
Dal 9 marzo torna alla conduzione de L'eredità. Il 1º aprile, per fare un "pesce d'aprile" al pubblico di Rai 1, conduce una puntata di Affari tuoi al posto di Flavio Insinna. Dal 13 aprile è invece al timone della seconda edizione di Si può fare! per sei puntate. Il 4 giugno presenta insieme con Vanessa Incontrada i Wind Music Awards per il quarto anno consecutivo, mentre il 13 giugno presenta per l'ottavo anno Con il Cuore in diretta da Assisi. Nello stesso giorno vengono annunciati i suoi progetti per la stagione 2015-2016: la quinta edizione di Tale e quale show in onda nell'autunno del 2015, al venerdì sera, e una nuova edizione dello spettacolo televisivo I migliori anni, edizione prevista per la primavera del 2016.
Dal 21 al 26 settembre 2015 torna a condurre il quiz L'eredità. Inoltre prende parte al concerto de Il Volo in onda il 23 settembre 2015 in prima serata su Rai 1 dall'Arena di Verona, mentre il 27 novembre 2015 conduce in prima serata lo speciale Sanremo Giovani, durante il quale vengono scelti i 6 giovani cantanti delle nuove proposte che, assieme ai due selezionati da Area Sanremo si sfideranno poi a febbraio. Partecipa a Panariello sotto l'albero il 22 dicembre 2015 su Rai 1.
Il 23 giugno 2015 veniva annunciato come direttore artistico e conduttore del Festival di Sanremo 2016 coadiuvato dall'attore Gabriel Garko, Virginia Raffaele e Madalina Ghenea. Questa edizione riesce a bissare il successo della precedente: in particolare i media italiani hanno analizzato il fatto che per la prima volta dal nuovo millennio un festival condotto due volte di seguito dallo stesso presentatore non sia crollato negli ascolti (memore dei precedenti con Fabio Fazio nel 2014 e Pippo Baudo nel 2008). In particolare la seconda serata, con il 49,91% di share, è tra le più viste di sempre, mentre quello del Festival di Sanremo 2016 è il Sanremo più visto dal 2005 con una media che ha sfiorato il 50% di share, superando quella del 2015. Per tale successo, durante la conferenza stampa finale del 14 febbraio 2016 annuncia che condurrà anche l'edizione del 2017.
L'11 marzo presenta su Rai 1 lo speciale che festeggia i 50 anni di carriera dei Pooh dal titolo Pooh Amici per sempre.

Il 23 aprile 2016 è quarto giudice della quarta puntata della quindicesima edizione di Amici, in onda su Canale 5. Dal 29 aprile al 27 maggio 2016 conduce la settima edizione de I migliori anni. Il 9 giugno 2016 assume la direzione artistica di Radio Rai, e lo stesso giorno viene annunciato che Carlo Conti non sarà più il conduttore de L'eredità.
Il 5 e 6 settembre 2016 esordisce all'Arena di Verona con Leonardo Pieraccioni e Giorgio Panariello con lo spettacolo "Pieraccioni, Conti e Panariello - Lo Show", cui farà poi seguito una tournée con tappe nei palasport di Assago, Roma, Firenze e Livorno. Dal 16 settembre conduce la sesta edizione di Tale e quale show, mentre il 12 dicembre presenta la serata speciale Sarà Sanremo con la scelta delle 8 nuove proposte..
Dal 7 all'11 febbraio 2017 ha condotto per la terza volta consecutiva, e nel ruolo di direttore artistico, il Festival di Sanremo, affiancato da Maria De Filippi alla conduzione. Il 10 febbraio 2017 ha annunciato che non sarà più conduttore e direttore artistico del Festival di Sanremo per assumere il medesimo ruolo allo Zecchino d'Oro. Ha versato l'intero compenso netto guadagnato per il festival, pari a 100.000 euro, in favore del fondo per il terremoto del Centro Italia del 2016 della protezione civile.
Dal 28 aprile al 26 maggio 2017 ha condotto l'ottava edizione de I migliori anni. Dal 22 settembre conduce la settima edizione di Tale e quale show. Dal 30 ottobre al 15 dicembre ritorna a condurre L'eredità in sostituzione di Fabrizio Frizzi, vittima di un'ischemia qualche giorno prima. È stato scelto per condurre la serata di gala per la consegna dei David di Donatello 2018, esperienza che ripete anche nel 2019.
Dal 3 aprile 2018 ritorna a condurre L'eredità, un ritorno non previsto causato dalla morte di Fabrizio Frizzi, avvenuta la notte del 26 marzo 2018. Il 13 aprile 2018 riporta in vita su Rai 1 La Corrida, varietà ideato e portato al successo da Corrado. Lasciata L'eredità a Flavio Insinna, dal 22 marzo 2019 conduce la sua seconda Corrida e l'11 aprile è protagonista, assieme a Paolo Bonolis e Gerry Scotti de I tre tenori all'interno di una puntata speciale del Maurizio Costanzo Show, condotto da Maurizio Costanzo ed Enrico Mentana.
Nella stagione 2019/2020 dal 13 settembre conduce la nona edizione di Tale e quale show , seguita da Tale e quale show - Il torneo e il 22 novembre dal nuovo spin off Tali e quali, con protagonisti le persone comuni. Il 7 dicembre conduce con Antonella Clerici la serata finale dello Zecchino d'Oro.

### Anni duemilaventi
Il 14 febbraio 2020 va in onda su Rai 1 Panariello, Conti, Pieraccioni - Lo Show, ultima tappa di Montecatini Terme del tour fatto con gli amici Giorgio Panariello e Leonardo Pieraccioni. La settimana seguente torna in video con una nuova edizione de la Corrida, sospesa dopo appena due puntate a causa dell'emergenza coronavirus. A maggio dello stesso anno è alla guida per il terzo anno consecutivo dei David di Donatello. La cerimonia, sempre a causa dell'emergenza sanitaria in corso, non prevede la presenza di premiati e pubblico in studio. A giugno conduce in prima serata il varietà-game Top Dieci. In estate ad Assisi, al fianco di Gianni Morandi, presenta il consueto appuntamento benefico Con il Cuore.
Nella stagione 2020/2021 conduce a settembre dall'Arena di Verona i Music Awards, in un'edizione speciale dedicata ai lavoratori dello spettacolo fortemente colpiti dall'emergenza sanitaria in corso, e dallo Stadio Marcantonio Bentegodi di Verona La Partita del Cuore. Dal 18 settembre presenta la decima edizione di Tale e quale show.  L'11 ottobre dagli Stati Uniti conduce su Rai Italia la tredicesima edizione di NYCanta - Festival della musica italiana di New York. Nello stesso mese anche Conti si ammala di COVID-19 come asintomatico e il 30 ottobre conduce Tale e quale show - Il torneo in collegamento video in remoto da casa. Dopo pochi giorni, a causa del peggioramento delle sue condizioni, viene ricoverato nel reparto di malattie infettive dell'ospedale di Careggi a Firenze. Il 6 novembre alla conduzione del programma lo sostituiscono i giurati Loretta Goggi, Vincenzo Salemme e Giorgio Panariello con Gabriele Cirilli. Il 9 novembre viene dimesso dall'ospedale, il 13 novembre torna a condurre nuovamente la trasmissione in collegamento da casa per poi tornare in studio la settimana seguente per la serata finale. Visto il protrarsi dell'emergenza sanitaria la serata finale della 63ª edizione dello Zecchino d'Oro prevista per il 5 dicembre viene rimandata al 30 maggio 2021. Dal 26 dicembre al 6 febbraio 2021 conduce su Rai 1 al sabato sera Affari tuoi - Viva gli sposi!, edizione speciale del gioco televisivo Affari tuoi. Il 23 febbraio, sempre su Rai 1 conduce la terza puntata di A grande richiesta, una serata tributo ai Ricchi e Poveri. Tra aprile e maggio conduce la seconda edizione di Top Dieci. L'11 maggio conduce la 66ª edizione dei Premi David di Donatello, seguita a fine mese dallo Zecchino d’Oro. L’8 giugno ad Assisi conduce per il quattordicesimo anno Con il cuore - Nel nome di Francesco. A fine mese lancia su RaiPlay il talent Tocca a te!.
Nella stagione 2021/2022 conduce in autunno i Music Awards e a seguire l'undicesima edizione di Tale e quale show, Tale e quale show - Il torneo, e la sera del 5 dicembre, per il terzo anno consecutivo, la finale dello Zecchino d’Oro. A gennaio è protagonista al sabato con lo show Tali e Quali, versione di Tale e Quale Show con protagoniste le persone comuni. Dal 22 aprile 2022 propone senza grossi consensi il nuovo programma The Band in onda il venerdì sera per 5 puntate. A fine stagione è il padrone di casa della serata DallArenaLucio dedicata a Lucio Dalla. Conduce inoltre per la quinta volta i David di Donatello e per il quindicesimo anno lo spettacolo musicale Con il cuore - Nel nome di Francesco. Dall'estate 2022 è ideatore e autore dello show Dalla strada al palco, in onda su Rai 2 con la conduzione di Nek.
Nel dicembre 2022 ha partecipato, insieme a Giorgio Panariello e Leonardo Pieraccioni, allo spettacolo benefico Il trio per la solidarietà al Teatro Verdi di Firenze, raccogliendo fondi per l'associazione FILE (Fondazione Italiana di Leniterapia).
Nella stagione 2022/2023 conduce ancora i Music Awards e Tale e quale show, Tale e quale show - Il torneo, Natale e quale show, la serata finale dello Zecchino d'Oro 2022. A gennaio presenta Tali e quali, seguito a febbraio da 2 appuntamenti di Tale e quale Sanremo (uno spin-off nel quale i concorrenti delle precedenti edizioni si sono esibiti eseguendo brani del Festival di Sanremo). Dal 28 aprile torna dopo sei anni a condurre I migliori anni, il 10 maggio presenta per la sesta volta i David di Donatello, il 30 dello stesso mese conduce per la sedicesima volta Con il cuore - Nel nome di Francesco, mentre il 10 giugno presenta sempre su Rai 1 il Meeting internazionale della fraternità.
Nella stagione 2023/2024 è ancora una volta protagonista in autunno in prima serata su Rai 1 per il 12º anno consecutivo con i Music Awards e successivamente con la tredicesima edizione di Tale e quale show, seguiti dagli speciali Tale e quale show - Il torneo e NaTale e quale show. A dicembre rinnova l'impegno come direttore artistico dello Zecchino d'Oro 2023 del quale conduce come tradizione la serata finale ed è tra i protagonisti del documentario People from Cecchetto in onda in prima serata su Rai 1. Il 3 gennaio, in occasione dei 70 anni della Rai, conduce lo speciale Rischiatutto, che ripropone anche a marzo con due nuove prime serate al sabato. Sempre a gennaio prende parte con il ruolo dell'intervistatore allo show di Virginia Raffaele in onda al venerdì sera su Rai 1 dal titolo Colpo di luna, ed è protagonista del sabato sera di Rai 1 con la quarta edizione di Tali e quali, cui segue la seconda edizione in due puntate di Tale e quale Sanremo. A febbraio prende poi parte nel ruolo di se stesso alla fiction Gloria con Sabrina Ferilli. Tra aprile e maggio conduce, sempre su Rai 1, una nuova edizione in sei puntate de I migliori anni. Il 3 maggio conduce per il 9º anno la cerimonia di consegna dei David di Donatello, mentre il 23 maggio viene scelto per ricoprire nuovamente il ruolo di direttore artistico e di conduttore del Festival di Sanremo per il biennio 2025-2026; due giorni dopo conduce al pomeriggio su Rai 1 in diretta dallo Stadio Olimpico di Roma, alla presenza di Papa Francesco, la prima Giornata mondiale dei bambini. Il 6 giugno conduce in prima serata su Rai 1 per il 17º anno consecutivo la serata di musica e solidarietà Con il cuore - Nel nome di Francesco in diretta da Assisi, e sempre a giugno conduce insieme ad Andrea Delogu la terza edizione del Tim Summer Hits in onda per quattro serate su Rai 1.
Inizia la stagione 2024/2025 alla conduzione per il 13º anno consecutivo dei Music Awards, successivamente al venerdì sera è il padrone di casa dell'edizione numero 14 di Tale e quale show. Il 6 ottobre, sempre su Rai 1, conduce la serata evento Cento - Un secolo di servizio pubblico. Nello stesso periodo è anche l'ideatore del nuovo spettacolo teatrale di Gabriele Cirilli, Cirilli & Family. Tra novembre e dicembre è uno dei giurati di Sanremo Giovani, programma condotto da Alessandro Cattelan su Rai2, con il quale presenta la finale, trasmessa in prima serata su Rai 1. Dal 29 novembre al 1º dicembre è per l'ottavo anno consecutivo il direttore artistico dello Zecchino d'Oro 2024 del quale conduce la serata finale. Dall'11 al 15 febbraio è il direttore artistico e conduttore del 75º Festival di Sanremo. A marzo è chiamato a condurre il nuovo programma di Rai 1 Ne vedremo delle belle di cui è co-autore; tuttavia il nuovo format viene fermato dopo quattro puntate visti i bassi ascolti registrati. Il 24 maggio conduce per il 18º anno consecutivo Con il cuore - Nel nome di Francesco. A inizio giugno presenta per la seconda volta i TIM Summer Hits.

## Vita privata
Vive a Firenze e il 16 giugno 2012 ha sposato la costumista Francesca Vaccaro, conosciuta durante la conduzione di Domenica In. L'8 febbraio 2014, a Firenze, è nato il loro unico figlio, Matteo.
Tifoso della Fiorentina, è noto anche per la sua abbronzatura, infatti il conduttore non ha mai negato di fare uso delle lampade abbronzanti.

## Radio
- Radio Firenze Nova (1977) fondatore e conduttore
- Radio Firenze 2000 (1978)
- Radio Tele Arno (anni 70)
- Radio Globo (anni 70)
- RS6 (anni 70)
- Radio Studio 54 (anni 70)
- Radio Fantasy (anni 70)
- Radio Antenna X (1978) fondatore, proprietario e conduttore
- Radio diffusione Firenze (1979)
- Lady Radio (1980) direttore e conduttore
- Disco Action (Radio Quattro, 1987)
- Hit Parade (Rai Radio 2, 2014-2015)
- Aspettando Sanremo 2015 (Rai Radio 2, 2015)
- Premio Gianni Ravera - Una canzone è per sempre (Radio Subasio, 2023-2024)

Dal 2016 al 2017 è stato inoltre direttore artistico di Rai Radio.

## Programmi televisivi

### Conduttore
- Un ciak per artisti domani (Teleregione Toscana, 1982)
- Succo d'arancia (Teleregione Toscana, 1984-1989)
- ViboStar (Rai 3, 1985-1987)
- Hit Parade (Rai 1, 1985)
- Il Festival del Pianobar (Rai 1, 1985)
- L'uomo e lo sport (Rai 1, 1987)
- Vernice fresca (Teleregione Toscana, Cinquestelle, 1989-1993)
- Big! (Rai 1, 1991-1993)
  -  Big Box (Rai 1, 1993)
- L'attesa (Rai 1, 1992)
- Serata d'amore (Rai 2, 1993)
- Telethon (Rai 1, 1992-1993, 2004)
  -  Telethon - Festa Ragazzi (Rai 1, 1992-1993) 
  -  Telethon Show (Rai 1, 2004)
- La festa della mamma (Rai 1, 1993)
- Uno per tutti (Rai 1, 1993-1994)
- Aspettando Miss Italia (Rai 1, 1994-1995, 1999)
- Aria fresca (Canale 10 Toscana, Videomusic, Telemontecarlo, 1995-1996)
- Buon 1996 (Videomusic, 1995-1996) Inviato
- Su le mani (Rai 1, 1996)
- Luna Park (Rai 1, 1996-1997)
  -  Le torri della zingara (Rai 1, 1996-1997)
- I fatti vostri
  -  I fatti vostri - Speciale Telethon (Rai 2, 1996, 1998) Inviato
  -  I fatti vostri - Buon Natale in Famiglia (Rai 2, 25 dicembre 1996) Inviato
- Mezzanotte, angeli in piazza (Rai 1, 1996-1997)
- Va ora in onda (Rai 1, 1997)
  -  È andato in onda (Rai 1, 1997)
- Miss Italia nel mondo (Rai 1, 1997-2002, 2004-2006)
  -  Miss Italia nel mondo - Via al televoto (Rai 1, 2005) 
  -  Miss Italia nel mondo - Calcio d'inizio (Rai 1, 2006)
- Storie al microscopio (Rai 2, 1997)
- Colorado - Due contro Tutti (Rai 1, 1997-1998)
- Fantastico (Rai 1, 6 gennaio 1998) Inviato dai Monopoli di Stato
- Sanremo Top (Rai 1, 1998)
- Cocco di mamma (Rai 1, 1998)
- In bocca al lupo! (Rai 1, 1998-2000)
  -  In bocca al lupo 1999! - Speciale Oroscopo (Rai 1, 1998) 
  -  In bocca ai lupi! (Rai 1, 1999) 
  -  Caccia al lupo (Rai 1, 1999) 
  -  In bocca al lupo - Speciale Telethon (Rai 1, 1999) 
  -  In bocca al lupo - L'Oroscopo (Rai 1, 1999-2000) 
  -  2000 In bocca al lupo (Rai 1, 1999)
- Sanremo si nasce (Rai 1, 1999)
- Sanremo estate (Rai 1, 1999-2001)
- David di Donatello (Rai 1, 1999-2000, 2018-2024)
- Millennium - La notte del 2000 (Rai 1, Rai 2, Rai 3, 1999-2000)
- Zitti tutti! Parlano loro (Rai 1, 2000)
- Il mondo è piccolo (Rai 1, 2000)
- Domenica in (Rai 1, 2000-2002)
  -  Domenica In - Speciale Sanremo (Rai 1, 2001-2002) 
  -  2002 in (Rai 1, 2002)
- Il Gladiatore (Rai 1, 2001)
- Speciale A Sua Immagine - Passione per la Vita (Rai 1, 2001)
- I raccomandati (Rai 1, 2001, 2003-2008)
- Il castello (Rai 1, 2002-2003)
- Baciami Versilia (Rai 1, 2002-2004)
- Una notte a Sirmione (Rai 1, 2003-2007, 2009)
- Festival di Sanremo (Rai 1, 2003, 2015-2017, dal 2025)[99]
  -  Sanremo Start (Rai 1, 2015)
- Serata bestiale (Rai 1, 2003)
- L'anno che verrà (Rai 2, 2003-2007; Rai 1, 2003-2008, 2011-2013)
- Azzardo (Rai 1, 2003)
- Miss Italia (Rai 1, 2003-2006, 2008)
  -  Miss Italia - Scusate l'interruzione (Rai 1, 2003) 
  -  Miss Italia Notte (Rai 1, 2003-2006, 2008) 
  -  100 per Miss Italia (Rai 1, 2004) 
  -  Miss Italia - La carica delle 101 (Rai 1, 2005) 
  -  Gran Galà di Miss Italia - Promosse e Bocciate (Rai 1, 2006)
- 50 canzonissime (Rai 1, 2004-2007)
  -  50 Canzonissime - I numeri uno 60/70 (Rai 1, 2004) 
  -  50 Canzonissime - I numeri uno 80/90 (Rai 1, 2004) 
  -  50 Canzonissime Sanremo (Rai 1, 2004) 
  -  50 Canzonissime dell'estate (Rai 1, 2005) 
  -  50 Canzonissime figlie dei fiori (Rai 1, 2005) 
  -  50 Canzonissime da ballare (Rai 1, 2005) 
  -  50 Canzonissime d'amore (Rai 1, 2006) 
  -  50 Canzonissime Battisti (Rai 1, 2006) 
  -  50 Canzonissime della Tv (Rai 1, 2006) 
  -  50 Canzonissime Flash (Rai 1, 2007) 
  -  50 Canzonissime Fenomeni (Rai 1, 2007)
- Gran Galà delle gocce d'acqua (Rai 1, 2004)
- Premio Regia Televisiva (Rai 1, 2004, 2009-2010, 2012)
- Ritorno al presente (Rai 1, 2005)
- Sanremo contro Sanremo (Rai 1, 2005-2006)
- Ma chi sei Mandrake? (Rai 1, 2005)
- Una notte con... (Rai 1, 2005)
- L'eredità (Rai 1, 2006-2014, 2015, 2017-2018)[100]
  -  L'eredità - Speciale Telethon (Rai 1, 2009-2013) 
  -  L'eredità - Lotteria Italia (Rai 1, 2010-2011)[101]
  -  L'eredità - Sfida tra campioni (Rai 1, 2011) 
  -  L'eredità - Speciale Fratelli di Test (Rai 1, 2011) 
  -  L'eredità - Speciale AIRC (Rai 1, 2015-2017)
- Alta tensione - Il codice per vincere (Rai 1, 2006, 2008)
- Fratelli di Test (Rai 1, 2007)
- I Fuoriclasse (Rai 1, 2007)
- I migliori anni (Rai 1, 2008-2013, 2016-2017, dal 2023)
  -  I migliori anni - Speciale Lotteria Italia (Rai 1, 2011)[102]
- Con il cuore - Nel nome di Francesco (Rai 1, dal 2008)
- Premio Barocco (Rai 1, 2009)
- Premio Rodolfo Valentino (Rai 1, 2009-2010)
- Voglia d'aria fresca (Rai 1, 2010)
- Non sparate sul pianista (Rai 1, 2010)
- Lasciami cantare (Rai 1, 2011)
- Tale e quale show (Rai 1, dal 2012)
  -  Tale e quale show - Il torneo (Rai 1, 2012-2023) 
  -  Tale e quale show - Duetti (Rai 1, 2013) 
  -  Natale e quale show (Rai 1, 2016, 2022-2023) 
  -  Tali e quali (Rai 1, 2019, 2022-2024) 
  -  Tale e quale Sanremo (Rai 1, 2023-2024)
- Music Awards (Rai 1, dal 2012)
- Si può fare! (Rai 1, 2014-2015)
- La partita del cuore (Rai 1, 2014, 2018-2020)
- Affari tuoi
  -  Affari Tuoi - Speciale Pesce d'Aprile (Rai 1, 1º aprile 2015)
  -  Affari tuoi - Viva gli sposi! (Rai 1, 2020-2021)
- Techetechete' (Rai 1, 2015) Puntata 34
- Il Volo - Un'avventura straordinaria (Rai 1, 2015)
- Sanremo Giovani (Rai 1, 2015-2016, 2019, 2024)[103]
  -  Sarà Sanremo (Rai 1, 2016, 2024)
- Pooh - Amici per sempre (Rai 1, 2016)
- Pavarotti - Un'emozione senza fine (Rai 1, 2017)
- Zecchino d'Oro (Rai 1, dal 2017)[104]
  -  60 Zecchini (Rai 1, 2017)
  -  Un Natale d'Oro Zecchino (Rai 1, 2018)
- Ieri e oggi (Rai 3, 2018-2019)
- La Corrida - Dilettanti allo sbaraglio (Rai 1, 2018-2020)
- Conta su di noi (Rai 3, 2019) Inviato speciale
- Panariello, Conti, Pieraccioni - Lo Show (Rai 1, 2020)
- Top Dieci (Rai 1, 2020-2021)
- NYCanta - Festival della Musica Italiana di New York (Rai Italia, 2020)
- A grande richiesta - Che sarà sarà (Rai 1, 2021)
- The Band (Rai 1, 2022)
- DallArenaLucio (Rai 1, 2022)
- Meeting internazionale della fraternità (Rai 1, 2023)
- Rischiatutto 70 (Rai 1, 2024)
- Colpo di luna (Rai 1, 2024) Ospite fisso
- 1ª Giornata mondiale dei bambini (Rai 1, 2024)
- TIM Summer Hits (Rai 1, dal 2024)
- 100 anni di radio. Notizie, musica e sogni (Rai 1, 2024)
- Cento - Un secolo di servizio pubblico (Rai 1, 2024)
- Ne vedremo delle belle (Rai 1, 2025)

### Autore e ideatore
Carlo Conti firma come autore tutti i suoi programmi sin dagli esordi della sua carriera. Nel corso degli anni ha firmato come autore anche programmi destinati ad altri colleghi.
- Miss...ione speciale (Tv9, 2009)
- Ora o mai più (Rai 1, 2018-2019, 2025)
- L'eredità (Rai 1, 2018-2021)
- Dalla strada al palco (Rai 2 e Rai 1, dal 2022)
- Ne vedremo delle belle (Rai 1, 2025)

### Direttore artistico
Con l'affermazione televisiva e l'esperienza maturata nella lunga carriera Conti ricopre in più occasioni il ruolo di direttore artistico di alcuni dei più importanti eventi televisivi, molti dei quali da lui condotti.
- Miss Italia (Rai 1, 2003-2006, 2008)
- Miss Italia nel mondo (Rai 1, 2003-2006, 2008)
- Festival di Sanremo (Rai 1, 2015-2017, dal 2025)
- Sanremo Giovani (Rai 1, 2015, 2024)
- Sarà Sanremo (Rai 1, 2016-2017, 2024)
- Zecchino d'oro (Rai 1, dal 2017)

## Web
- Tocca a te! (RaiPlay, 2021-2022)

## Filmografia
Affermatosi come conduttore televisivo, Carlo Conti ha all'attivo anche alcune piccole apparizioni nel mondo del cinema. Ha esordito nel 1995 nel film I laureati, diretto dall'amico Leonardo Pieraccioni, nel quale uno dei protagonisti, interpretato da Massimo Ceccherini, partecipa come aspirante comico nella sua trasmissione Aria fresca. Successivamente continua a fare brevi comparse in numerosi film diretti e interpretati da Pieraccioni. In Fuochi d'artificio, cameo come voce fuori campo. Nel 1998 fa inoltre una breve comparsa nel film Paparazzi, diretto da Neri Parenti. Fa anche un cameo nel film Se sei così ti dico sì, dove il protagonista Piero Cicala (Emilio Solfrizzi) partecipa a un'altra sua trasmissione di successo, ovvero I migliori anni. Ha ruoli anche nel campo del doppiaggio: presta infatti la voce allo zio Art nel film d'animazione I Robinson - Una famiglia spaziale, mentre l'anno dopo doppia Zanco nel film La storia di Leo. Altro cameo nel film Se son rose: è spettatore in una partita di tennis. Un altro cameo avviene nella serie TV Don Matteo 11, episodio Una famiglia normale (2018) e nel secondo episodio della fiction Gloria nel 2024.

### Cinema
- I laureati, regia di Leonardo Pieraccioni (1995) - cameo
- Fuochi d'artificio, regia di Leonardo Pieraccioni (1997)
- Paparazzi, regia di Neri Parenti (1998) - cameo
- Ti amo in tutte le lingue del mondo, regia di Leonardo Pieraccioni (2005)
- Una moglie bellissima, regia di Leonardo Pieraccioni (2007)
- Se sei così ti dico sì, regia di Eugenio Cappuccio (2011) - cameo
- Sarebbe stato facile, regia di Graziano Salvadori (2013)
- Se son rose, regia di Leonardo Pieraccioni (2018)

### Televisione
- Provaci ancora prof!- serie TV, episodio 3x03 (2008) cameo
- Don Matteo – serie TV, episodio 11x14 (2018) cameo
- Materia viva, docufilm, regia di Andrea Frassoni, Marco Falorni, Stefania Vialetto (2023)
- People from Cecchetto, docufilm, regia di Emanuele Imbucci (2023)
- Gloria, regia di Fausto Brizzi - serie TV, episodi 1x02-1x03 (2024) cameo
- Edoardo Bennato. Sono solo canzonette, docufilm, regia di Stefano Salvati (2025)

### Doppiaggio
- I Robinson - Una famiglia spaziale (2007) – voce di Zio Art
- La storia di Leo (2008) – voce di Zanco
- 44 Gatti (2018) – voce di Gattocarlo
- Steve - Un mostro a tutto ritmo (2021) – voce di Steve/Rayburn Jr.

## Musica

### Album
- 1989 – Leonardo Pieraccioni e Carlo Conti – Animali di città (Pistoiese Edizioni Musicali S.a.s., PEM LP 114, LP)
- 1992 – Carlo Conti & Interno 31 – Carnevalestro (Polygram Italia SRL, 512 872-2, CD)
- 1996 – The Aria Fresca – Aria fresca (GDM, 483826 2, CD)

### Singoli
- 1984 – Carlo Conti – It's Okay It's All Right/It's Okay It's All Right (Instrumental Version) (Carlo Conti, CC 001, 7”)
- 1984 – Radio Band – Radio Rap (Vocal) / Radio Rap (Instrumental) (Radio Fantasy, RF 001, 12”)
- 1985 – Konty – Through The Night (Dance Version) / Through The Night (Original Version) (Discomagic Records, MIX 235, 12”)
- 1986 – Carlo Conti – Radio (Vocal) / Radio (Instrumental) (Durium, DEX 13086 12″)
- 1992 – Carlo Conti & Interno 31 – Con il nastro rosa (Polygram, 5002 016, 12” promo)

### Brani prodotti per altri artisti
Carlo Conti si è cimentato anche come produttore italo disco, lanciando una manciata di brani di altri artisti tra i quali:
- Dancing On Illusion degli Esprit Nouveau
- 5 O'Clock In The Morning degli Indianapolis
- Take You Home (Tonight) dei Good Fear

## Teatro

### Autore e attore
- Succo d'arancia in tour (1987-1988)
- Sconti e scambi (1988-1990)
- Continuare a cambiare (1990-1992)
- Fratelli d'Italia (1993-1994)
- Parli bene (2000)
- Help me (2000)
- Noi che...I migliori anni, regia di Carlo Conti (2011)
- Panariello, Conti, Pieraccioni - Lo Show (2016-2020)

### Autore
- Born in the Solvay (2023)

### Ideatore
- Cirilli & Family (2024-2025)

## Pubblicità
- ANT Italia ONLUS (1998, 2009)
- Banca Toscana (2000)
- Actimel (2009-2011)
- Gran Soleil (2013)
- Wind (2015-2017)
- Confesercenti (2018-2019)[105]
- ConTe.it Assicurazione (2019-2020)
- PoltroneSofà (2023-2024)
- TIM (2025)

## Altre attività
Nella sua lunga carriera ha condotto numerose serate in giro per l'Italia ed in particolare in Toscana.
- Miss Toscana (1984-2012)[106]

## Libri
- Carlo Conti e Maro Marcellini, Aria Fresca, Giunti Editore, 1996.
- Carlo Conti, Noi che... Gli SMS del programma I Migliori Anni, Rai Eri, 2009.
- Carlo Conti, Noi che... i migliori anni, Firenze, Mondadori, 2010, ISBN 978-88-04-63043-2.
- Carlo Conti, Io che..., Firenze, Mondadori, 2011, ISBN 978-88-04-61431-9.
- Carlo Conti (con Emanuele Giovannini e Leopoldo Siano), Cosa resterà dei migliori anni, Firenze, Mondadori, 2013, ISBN 978-88-04-63359-4.
- Carlo Conti, Si dice babbo!, Firenze, Mondadori, 2014, ISBN 978-88-04-64694-5.

## Staff di autori
Nella maggioranza delle sue trasmissioni Carlo Conti ha al suo fianco uno specifico cast autorale, formato inizialmente da Ivana Sabatini, Mario D'Amico, ai quali si aggiungono poi Emanuele Giovannini, Leopoldo Siano, Walter Santillo. Questi insieme con lo stesso Conti sono i principali autori delle sue trasmissioni. Inoltre collaborano numerose volte al suo fianco il regista Maurizio Pagnussat, il maestro d'orchestra Pinuccio Pirazzoli, lo scenografo Riccardo Bocchini e il coreografo Fabrizio Mainini.

## Curiosità
- È il presentatore televisivo con all'attivo la conduzione di più prime serate su Rai 1 (618 al 4 luglio 2025)
- È il presentatore televisivo con all'attivo la conduzione di più puntate di giochi a quiz nella fascia preserale di Rai 1 (2844 al 3 giugno 2018)
- È il presentatore televisivo con la conduzione di più puntate del quiz L'eredità all'attivo (2154 puntate).
- È il presentatore televisivo con più conduzioni del Premio David di Donatello all'attivo (9 edizioni di cui 7 consecutive).
- È il presentatore televisivo con più conduzioni della serata di musica e solidarietà Con il cuore - Nel nome di Francesco all'attivo (18 edizioni consecutive).
- È il presentatore televisivo con più conduzioni dell'evento Miss Italia nel mondo all'attivo (9 edizioni di cui 6 consecutive).
- È il conduttore con più conduzioni della serata Miss Toscana all'attivo (29 edizioni).
- È il presentatore ad aver vinto più Oscar TV (31 statuette).
- Dopo Vanessa Incontrada (15 edizioni), è il presentatore televisivo con più conduzioni della serata di premiazione dei Music Awards all'attivo (13 edizioni consecutive).
- Insieme ad Amadeus detiene il record di conduzioni della serata L'anno che verrà (9 edizioni).

## Riconoscimenti
- 1992 – Premio Regia Televisiva categoria emittenti locali per Vernice fresca
- 1993 – Telegatto miglior trasmissione per ragazzi per Big!
- 1993 – Premio Regia Televisiva per le 1000 puntate di Big!
- 1999 – Telegatto miglior trasmissione di giochi e quiz tv per In bocca al lupo
- 2003 – Premio Regia Televisiva nella top ten per I raccomandati
- 2004 – Premio Regia Televisiva nella top ten per I raccomandati
- 2005 – Premio Regia Televisiva premio speciale per 50 canzonissime
- 2006 – Premio Regia Televisiva nella top ten per L'eredità
- 2006 – Premio Regia Televisiva miglior programma dell'anno per L'eredità
- 2007 – Premio Sirmione per la televisione
- 2007 – Premio Regia Televisiva nella top ten per L'eredità
- 2008 – Premio Regia Televisiva nella top ten per I migliori anni
- 2008 – Premio Regia Televisiva miglior programma dell'anno per I migliori anni
- 2008 – Premio Regia Televisiva miglior personaggio maschile
- 2009 – Premio Regia Televisiva nella top ten per I migliori anni
- 2009 – Premio Regia Televisiva miglior personaggio maschile
- 2010 – Premio Regia Televisiva nella top ten per L'eredità
- 2010 – Premio Regia Televisiva nella top ten per I migliori anni
- 2010 – Premio Regia Televisiva miglior personaggio maschile
- 2011 – Premio Regia Televisiva nella top ten per I migliori anni
- 2012 – Premio Regia Televisiva nella top ten per L'eredità
- 2013 – Premio Regia Televisiva nella top ten per Tale e quale show
- 2013 – Premio Regia Televisiva nella top ten per L'eredità
- 2013 – Premio Regia Televisiva miglior trasmissione dell'anno per Tale e quale show
- 2014 – Premio Regia Televisiva miglior personaggio maschile
- 2014 – Premio Regia Televisiva nella top ten per Tale e quale show
- 2014 – Premio Regia Televisiva nella top ten per L'eredità
- 2015 – Premio Regia Televisiva nella top ten per Festival della Canzone Italiana di Sanremo
- 2015 – Premio Regia Televisiva miglior personaggio maschile
- 2015 – Premio Regia Televisiva nella top ten per Tale e quale show
- 2015 – Premio Regia Televisiva miglior trasmissione dell'anno per Tale e quale show
- 2016 – Premio Regia Televisiva nella top ten per Festival della Canzone Italiana di Sanremo
- 2016 – Premio Regia Televisiva miglior personaggio maschile
- 2016 - Premio Santa Chiara[108]
- 2018 - Premio Biagio Agnes - Premio Speciale
- 2023 – Telegatto per i 40 anni di carriera
- 2025 - Premio Biagio Agnes nella categoria Televisione
- Il 15 giugno 2011 gli viene dedicato un asteroide, denominato 78535 Carloconti, scoperto il 6 settembre 2002 nell'ambito del progetto CINEOS all'Osservatorio di Campo Imperatore[109].
- Riceve il 24 giugno 2013 il Fiorino d'oro, massimo riconoscimento della città di Firenze[110].